# Etpartistat
Etpartistat er en stat, hvor ét politisk parti har magten, og alle de politiske ledere tilhører dette parti. Man kan bruge betegnelsen étpartisystem om et sådant styre. I praksis er der sjældent stor forskel på etpartistater og egentlige diktaturer (se nedenstående eksempler). Cuba og Kina er eksempler på lande, hvor ét parti er sikret magten via forfatningen, men hvor andre partier findes, men er uden indflydelse og under kontrol af det regerende parti.

## Eksempler på etpartistater
- Tyskland fra kort efter Nazi-partiets magtovertagelse i 1933 indtil 1945 og 2. verdenskrigs afslutning.
- Sovjetunionen fra den russiske revolution i 1917 og til landets kollaps i 1991– kommunistpartiet.
- Zimbabwe, hvor Robert Mugabes parti ZANU–PF sad på magten indtil november 2017.
- Kina, hvor Kinas kommunistiske parti regerer.